# Museo IKEA
Il Museo IKEA è situato ad Älmhult, nel sud della Svezia. Ha aperto al pubblico il 30 giugno 2016. All'interno del museo è presentata la storia IKEA, la famosa azienda produttrice di articoli per l'arredamento. Il museo sostituì una piccola mostra di 800 m2 dal titolo IKEA Through Ages, composta da 20 differenti stanze arredate con mobili ed oggetti IKEA.
Il museo è all'interno della costruzione che ha ospitato il primo negozio IKEA aperto da Ingvar Kamprad nel 1958. Il negozio è stato trasferito in una nuova zona di Älmhult nel 2012. Nello stesso momento, sono iniziati i lavori per convertire la struttura del negozio in quella di un museo con l'iniziale obiettivo di inaugurarlo nel 2015. La facciata della costruzione è stata restaurata per apparire identica all'originale del 1958. Il museo ha un'area di 3500 m2 e include un ristorante-caffè.